# Кетчер, Яков Яковлевич
Яков Яковлевич Кетчер (1810—1880) — российский государственный деятель, тайный советник (1866).

## Биография
В службе  классном чине с 1829 года после окончания юридического факультета Императорского московского университета. С 1834 года секретарь Межевой канцелярии. С 1837 года правитель дел Тверского губернатора. С 1839 года секретарь правления Московской медико-хирургической академии. С 1843 года начальник отделения Медицинского департамента МВД. С 1854 года начальник отделения, с 1861 года член Совета Департамента уделов Министерства императорского двора Российской империи.
В 1849 году произведён в статские советники. В 1860 году произведён в действительные статские советники, 27 марта 1866 года — в тайные советники.
Умер 11 (23) ноября 1880 года; похоронен на кладбище Новодевичья монастыря.

## Награды
Был награждён всеми орденами Российской империи:
- орден Св. Станислава 1-й ст. (1862)
- орден Св. Анны 1-й ст. (1868)
- орден Св. Владимира 2-й ст. (1870)
- орден Белого орла (1874)
- орден Св. Александра Невского (1880)[6].

## Семья
Жена: Мария Алексеевна (?—13.04.1899). Их дети:
- Яков (?—1911) — действительный статский советник;
- Екатерина (?—1902), в замужестве Варгунина.